# Gamelia
Genre
Le genre Gamelia regroupe des papillons appartenant à la famille des Saturniidae. Les espèces de ce genre vivent dans les continents américains et se répartissent entre le Mexique et l'Argentine.

## Liste d'espèces
Selon Saturniidae world:
- Gamelia abas (Cramer, 1775)
- Gamelia abasia (Stoll, 1781)
- Gamelia abasiella (Lemaire, 1973)
- Gamelia anableps (R. Felder & Rogenhofer, 1874)
- Gamelia berliozi (Lemaire, 1967)
- Gamelia catharina (Draudt, 1929)
- Gamelia dargei (Naumann Brosch & Wenczel)
- Gamelia denhezi (Lemaire, 1967)
- Gamelia kiefferi (Lemaire, 1967)
- Gamelia longispina (Naumann Brosch & Wenczel)
- Gamelia lichyi (Lemaire, 1973)
- Gamelia musta (Schaus, 1912)
- Gamelia neidhoeferi (Lemaire, 1967)
- Gamelia paraensis (Lemaire, 1973)
- Gamelia pygmaea (Schaus, 1904)
- Gamelia pyrrhomelas (Walker, 1855)
- Gamelia remissa (Weymer, 1907)
- Gamelia remissoides (Lemaire, 1967)
- Gamelia rindgei (Lemaire, 1967)
- Gamelia rubriluna (Walker, 1862)
- Gamelia septentrionalis (Bouvier, 1936)
- Gamelia vanschaycki (Naumann Brosch & Wenczel)
- Gamelia viettei (Lemaire, 1967)